# Commiphora namaensis
Commiphora namaensis är en tvåhjärtbladig växtart som beskrevs av Schinz. Commiphora namaensis ingår i släktet Commiphora och familjen Burseraceae. Inga underarter finns listade i Catalogue of Life.